# خوان كويروغا
خوان كويروغا (بالإسبانية: Juan Quiroga)‏ (28 مارس 1973 بلا سيرينا في تشيلي - ) هو لاعب كرة قدم تشيلي في مركز الوسط. لعب مع نادي أونيفرسيداد دي تشيلي ونادي كوكيمبو أونيدو وبويرتو مونت ‏ وDeportes Temuco ‏ ولاسيرينا ونادي كوبريسال.

## وصلات خارجية
- خوان كويروغا على موقع عالم كرة القدم.نت (الإنجليزية)